# Épinay-sous-Sénart
Épinay-sous-Sénart és un municipi francès, situat al departament de l'Essonne i a la regió de Illa de França. L'any 2007 tenia 12.652 habitants.
Forma part del cantó d'Épinay-sous-Sénart i del districte d'Évry. I des del 2016 de la Comunitat d'aglomeració Val d'Yerres Val de Seine.

## Demografia

### Població
El 2007 la població de fet d'Épinay-sous-Sénart era de 12.652 persones. Hi havia 4.448 famílies, de les quals 1.171 eren unipersonals (480 homes vivint sols i 691 dones vivint soles), 916 parelles sense fills, 1.749 parelles amb fills i 612 famílies monoparentals amb fills.
La població ha evolucionat segons el següent gràfic:
Habitants censats

### Habitatges
El 2007 hi havia 4.774 habitatges, 4.598 eren l'habitatge principal de la família, 33 eren segones residències i 142 estaven desocupats. 789 eren cases i 3.969 eren apartaments. Dels 4.598 habitatges principals, 2.193 estaven ocupats pels seus propietaris, 2.340 estaven llogats i ocupats pels llogaters i 66 estaven cedits a títol gratuït; 156 tenien una cambra, 312 en tenien dues, 1.493 en tenien tres, 1.633 en tenien quatre i 1.005 en tenien cinc o més. 1.789 habitatges disposaven pel capbaix d'una plaça de pàrquing. A 2.632 habitatges hi havia un automòbil i a 1.048 n'hi havia dos o més.

### Piràmide de població
La piràmide de població per edats i sexe el 2009 era:
| Homes | Edats   | Dones |
| ----- | ------- | ----- |
| 0     | 95 o +  | 8     |
| 4     | 90 a 94 | 28    |
| 24    | 85 a 89 | 76    |
| 52    | 80 a 84 | 96    |
| 68    | 75 a 79 | 132   |
| 96    | 70 a 74 | 140   |
| 120   | 65 a 69 | 144   |
| 168   | 60 a 64 | 220   |
| 352   | 55 a 59 | 272   |
| 368   | 50 a 54 | 408   |
| 332   | 45 a 49 | 460   |
| 384   | 40 a 44 | 396   |
| 520   | 35 a 39 | 544   |
| 572   | 30 a 34 | 692   |
| 564   | 25 a 29 | 588   |
| 408   | 20 a 24 | 384   |
| 468   | 15 a 19 | 444   |
| 548   | 10 a 14 | 476   |
| 596   | 5 a 9   | 580   |
| 588   | 0 a 4   | 436   |

## Economia
El 2007 la població en edat de treballar era de 8.495 persones, 6.366 eren actives i 2.129 eren inactives. De les 6.366 persones actives 5.603 estaven ocupades (2.811 homes i 2.792 dones) i 762 estaven aturades (346 homes i 416 dones). De les 2.129 persones inactives 461 estaven jubilades, 940 estaven estudiant i 728 estaven classificades com a «altres inactius».

### Ingressos
El 2009 a Épinay-sous-Sénart hi havia 4.396 unitats fiscals que integraven 12.472 persones, la mediana anual d'ingressos fiscals per persona era de 15.440 €.

### Activitats econòmiques
Dels 357 establiments que hi havia el 2007, 3 eren d'empreses extractives, 4 d'empreses alimentàries, 3 d'empreses de fabricació de material elèctric, 1 d'una empresa de fabricació d'elements pel transport, 10 d'empreses de fabricació d'altres productes industrials, 60 d'empreses de construcció, 64 d'empreses de comerç i reparació d'automòbils, 27 d'empreses de transport, 10 d'empreses d'hostatgeria i restauració, 11 d'empreses d'informació i comunicació, 11 d'empreses financeres, 20 d'empreses immobiliàries, 56 d'empreses de serveis, 62 d'entitats de l'administració pública i 15 d'empreses classificades com a «altres activitats de serveis».
Dels 82 establiments de servei als particulars que hi havia el 2009, 1 era una oficina de correu, 3 oficines bancàries, 1 taller de reparació d'automòbils i de material agrícola, 1 establiment de lloguer de cotxes, 2 autoescoles, 8 paletes, 18 guixaires pintors, 7 fusteries, 12 lampisteries, 5 electricistes, 6 empreses de construcció, 3 perruqueries, 5 restaurants, 8 agències immobiliàries i 2 tintoreries.
Dels 18 establiments comercials que hi havia el 2009, 2 eren supermercats, 4 fleques, 3 carnisseries, 3 botigues de roba, 2 botigues d'equipament de la llar, 1 una botiga d'electrodomèstics, 1 una botiga de mobles, 1 un drogueria i 1 una joieria.

## Equipaments sanitaris i escolars
El 2009 hi havia 4 farmàcies i 1 ambulància.
El 2009 hi havia 5 escoles maternals i 5 escoles elementals. A Épinay-sous-Sénart hi havia 1 col·legi d'educació secundària i 1 liceu d'ensenyament general. Als col·legis d'educació secundària hi havia 620 alumnes i als liceus d'ensenyament general 408.

## Poblacions més properes
El següent diagrama mostra les poblacions més properes.